# Hablemos de amor
Hablemos de Amor es el decimoctavo álbum de estudio realizado por el cantante de pop mexicano Mijares; este álbum fue lanzado al mercado mexicano a inicios del año 2008 y fue producido por Memo Gil y Pancho Ruiz.  Cuatro de las canciones que integran a este trabajo fueron compuestas por el baladista Leonel García.  Mijares firmó un contrato con la casa discográfica Televisa EMI para la realización de este único trabajo ya que contiene la canción "Te ha robado" escrita por Mauricio Arriaga y Jorge Eduardo Murguía, la cual fue el tema principal de la telenovela Querida enemiga trasmitida en el mismo año por esta misma televisora.
Ninguna canción del disco fue seleccionada para promocionar el álbum, ni en radio ni en televisión, de la misma forma no se produjo algún video; solo se generó el sencillo promocional de la telenovela.

## Lista de canciones
| Hablemos de amor |                                              |              |          |  |
| N.º              | Título                                       | Escritor(es) | Duración |  |
| 1.               | «Olvidarte»                                  |              |          |  |
| 2.               | «Loco»                                       |              |          |  |
| 3.               | «Háblame de amor»                            |              |          |  |
| 4.               | «Te ha robado»                               |              |          |  |
| 5.               | «Solo por hoy»                               |              |          |  |
| 6.               | «Viento»                                     |              |          |  |
| 7.               | «Despiés»                                    |              |          |  |
| 8.               | «Alto más alto»                              |              |          |  |
| 9.               | «Cada vez que lloras»                        |              |          |  |
| 10.              | «Como danzar»                                |              |          |  |
| 12.              | «Y sigo esperando» (Dúo con Fernando Arduán) |              |          |  |
| 13.              | «Un años más»                                |              |          |  |